# Changan CS75 Plus

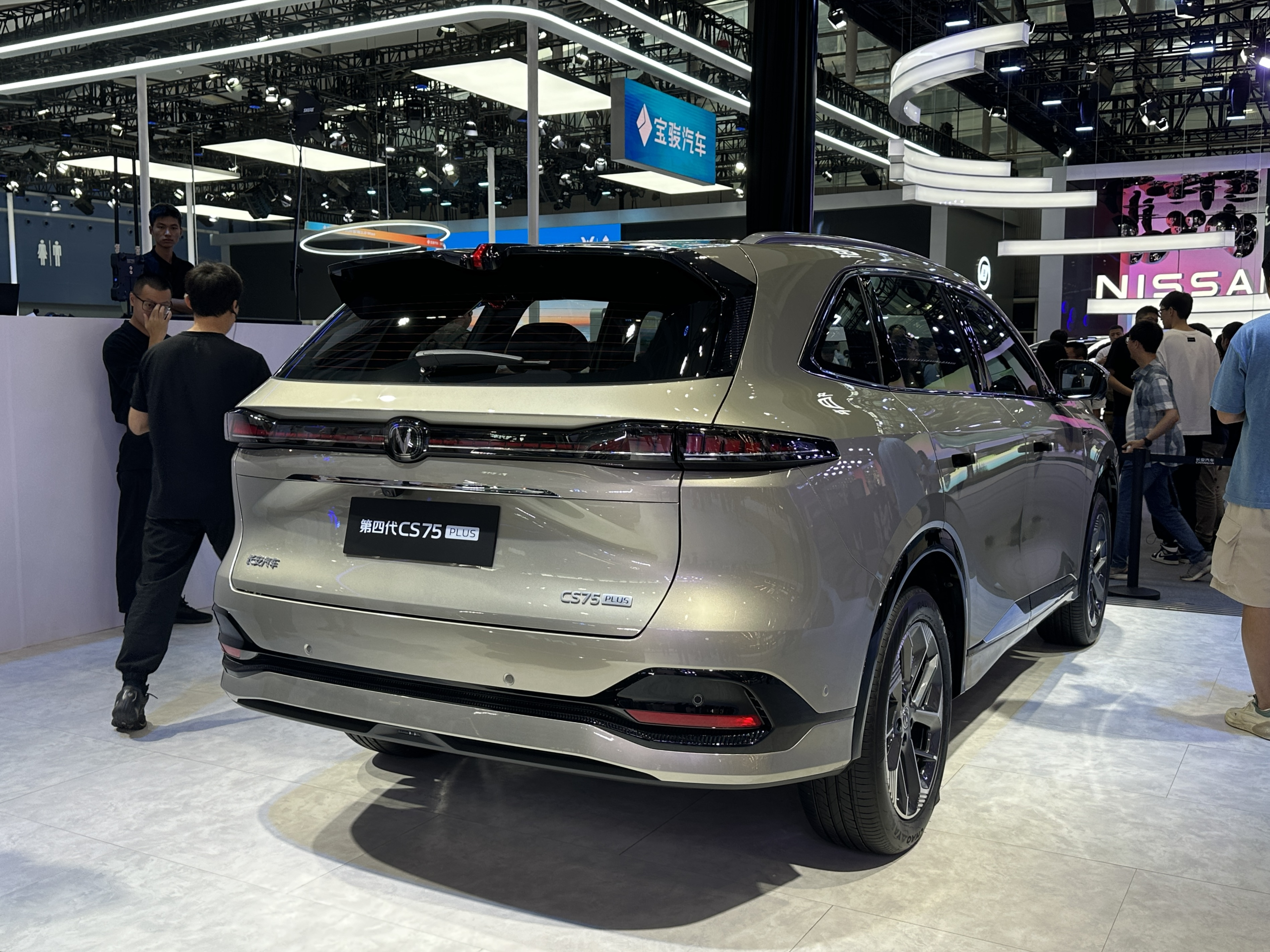
Вид сзади

Changan CS75 Plus — компактный кроссовер, выпускающийся с июля 2019 года китайской компанией Changan. Представляет собой дальнейшее развитие Changan CS75.

## Описание
Автомобиль Changan CS75 Plus дебютировал на Шанхайском автосалоне в 2019 году. На рынке модель продаётся с июля того же года.
Модель оснащается двигателем внутреннего сгорания объёмом 1,5 литра, мощностью 178—233 л. с. С октября 2022 года модель выпускается параллельно с Changan CS75 Blue Whale Edition.
Дизайн автомобиля разработан в Турине под руководством дизайнера Бертрана Баха. В ноябре 2021 года автомобиль прошёл рестайлинг. Также существует гибридный автомобиль.
В Россию модель поставляется с весны 2023 года. Конкурентом является Haval F7, в честь которого автомобиль получил индекс CS75FL.
Летом 2024 года в Чэнду был представлен обновлённый вариант Changan CS75 Plus. Его продажи начались в сентябре 2024 года на китайском рынке. Автомобиль оснащён 1,5-литровым бензиновым двигателем в паре с восьмиступенчатой автоматической трансмиссией.

## Галерея

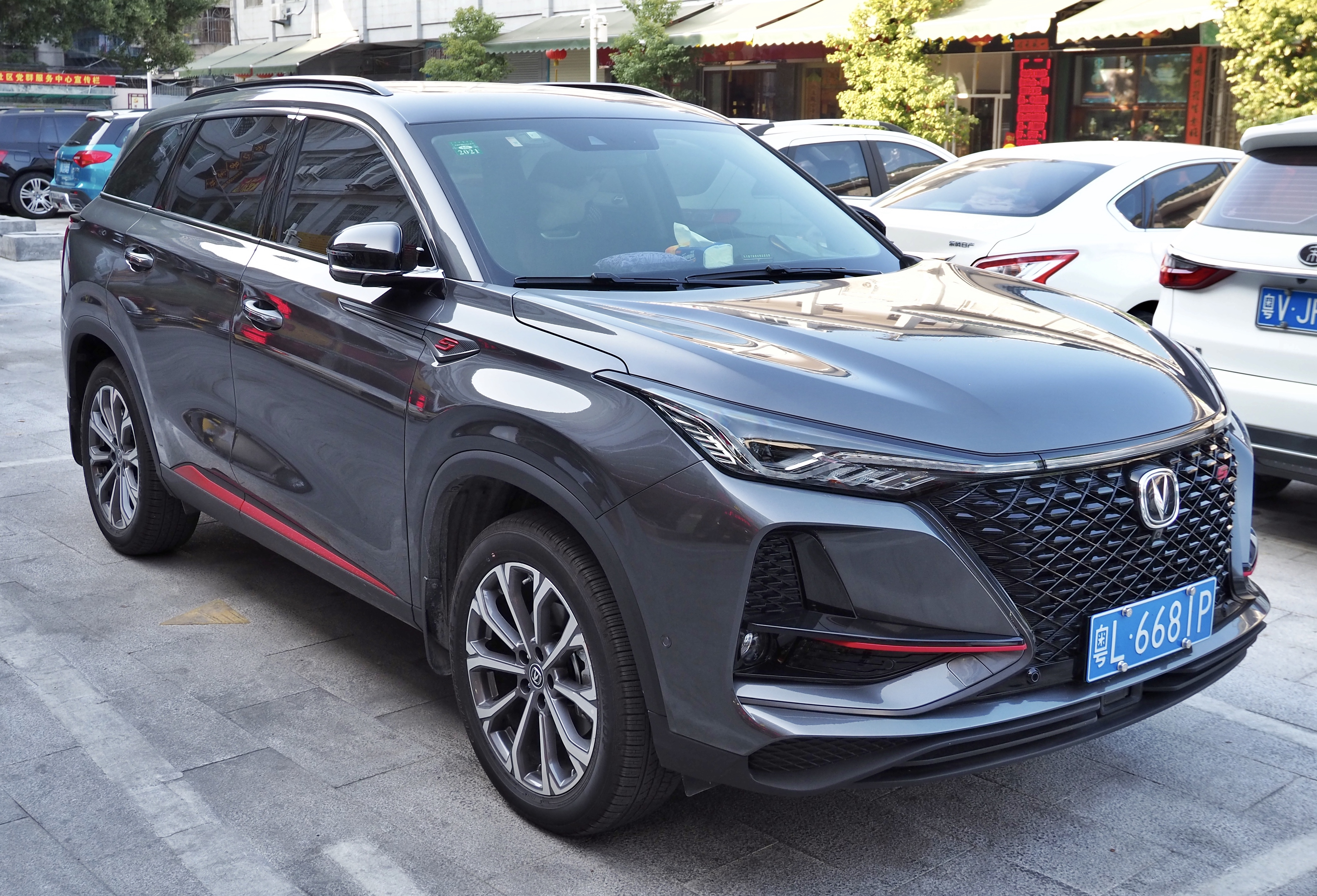
Changan CS75 Plus
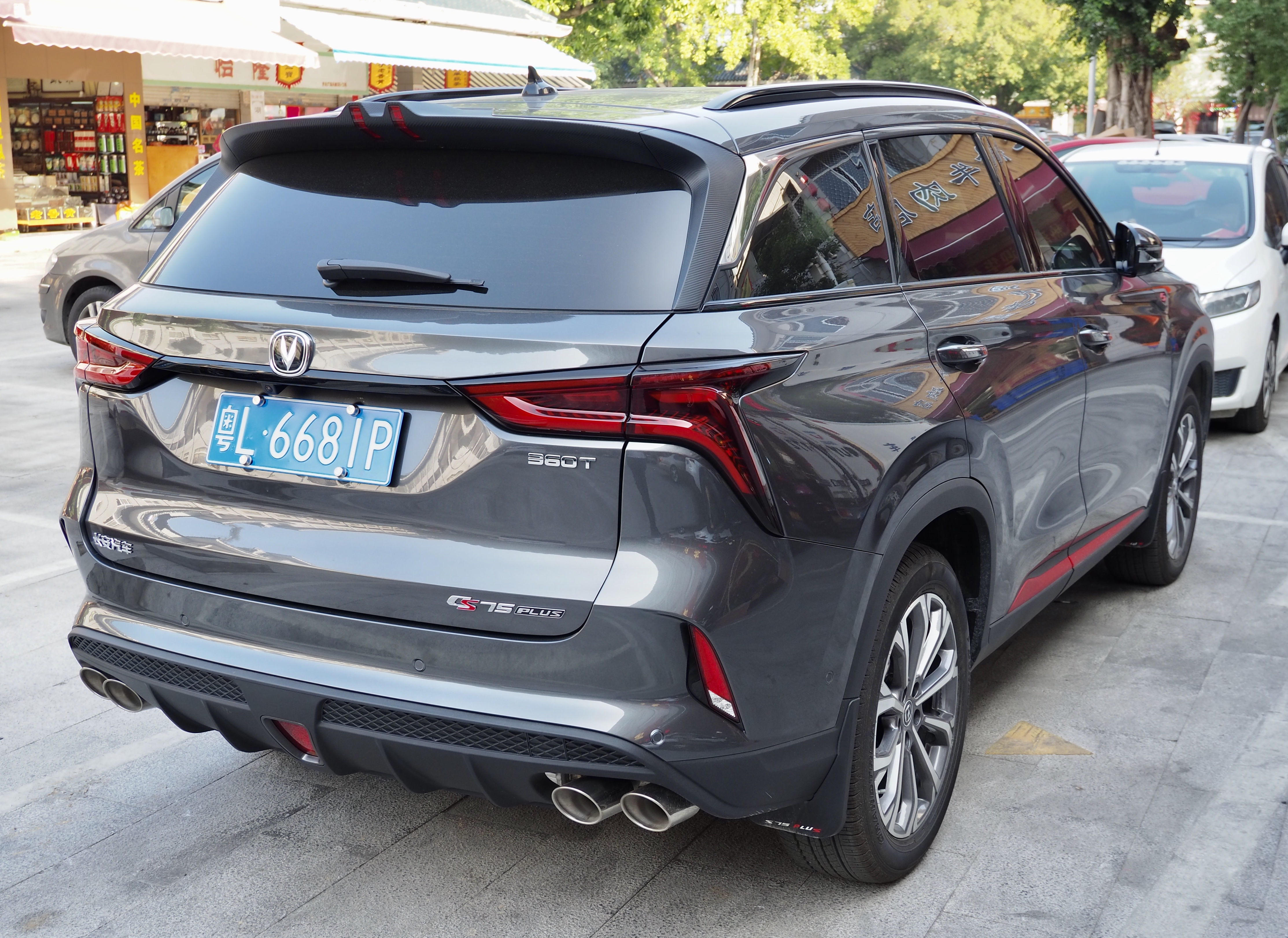
Вид сзади
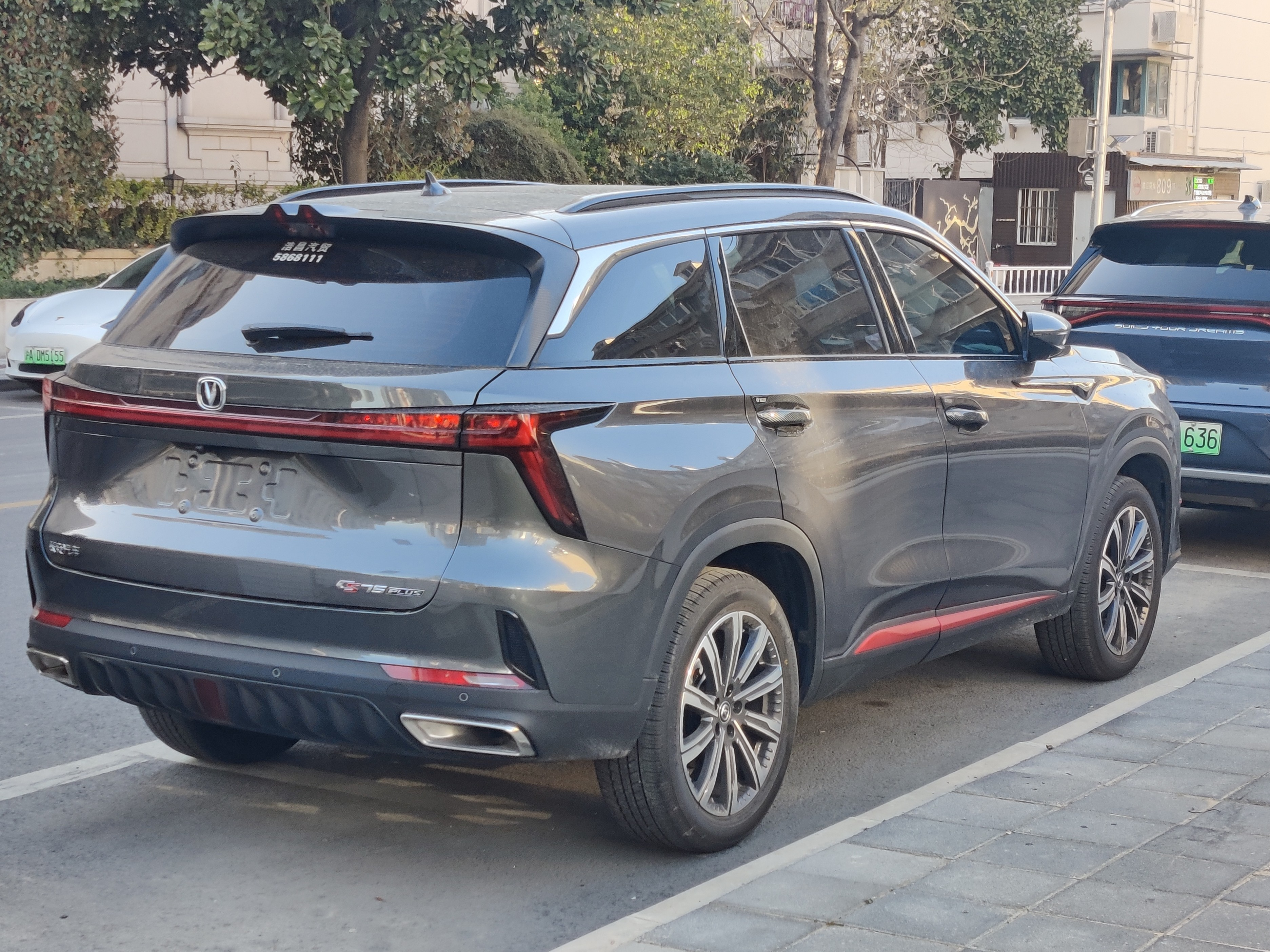
Рестайлинг задней части
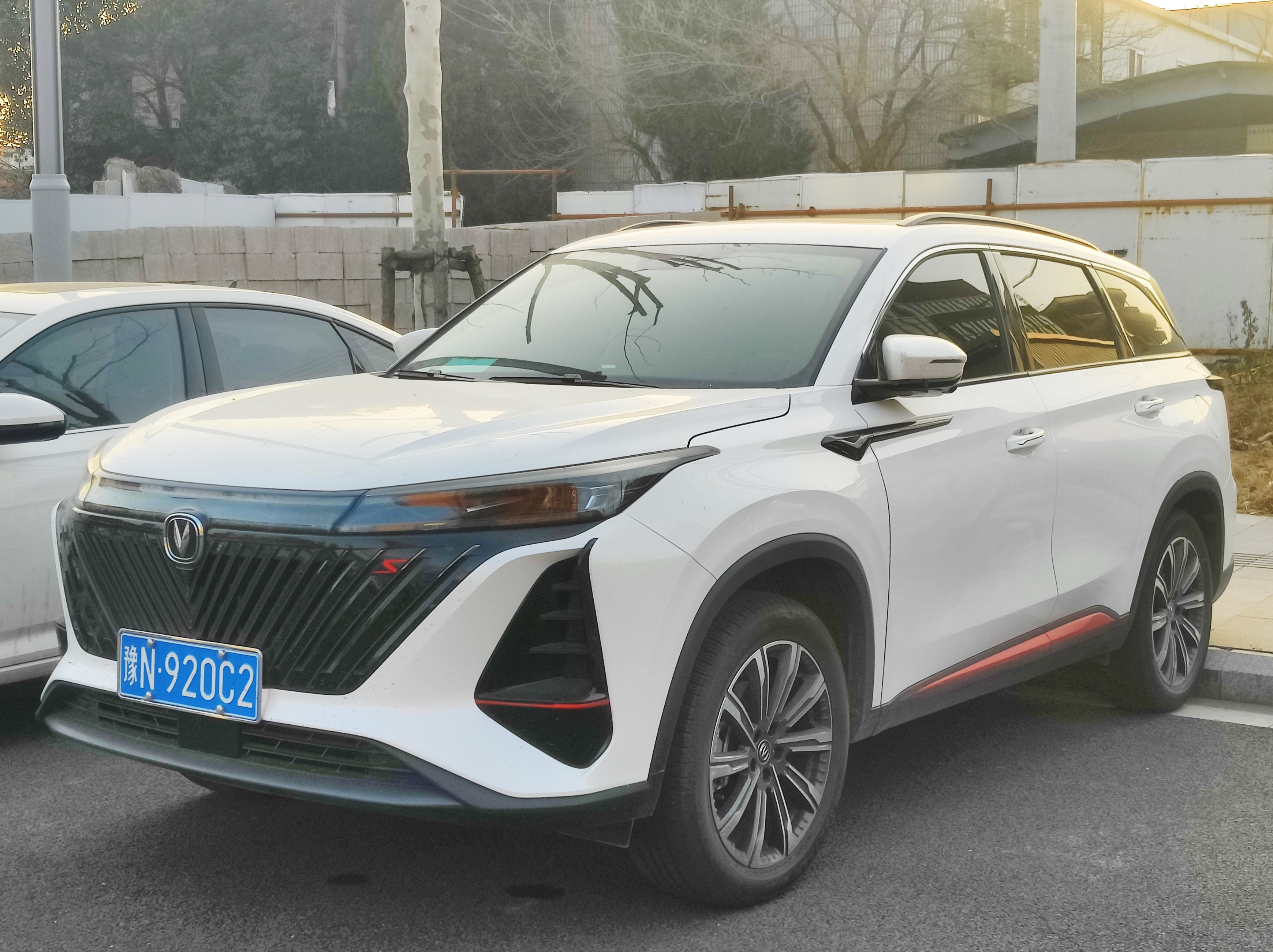
Рестайлинг передней части